# Kröpelin
För andra betydelser, se Kröpelin (olika betydelser).

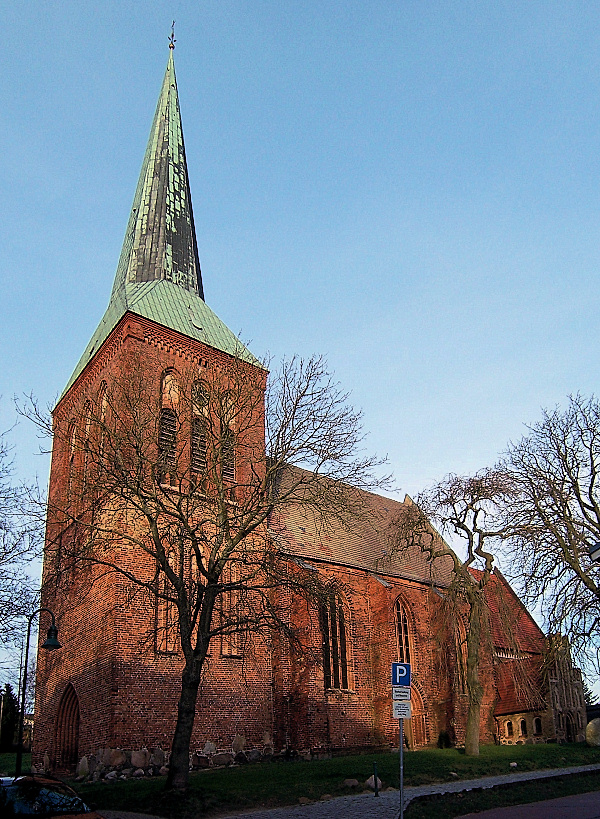
Kyrkan i Kröpelin

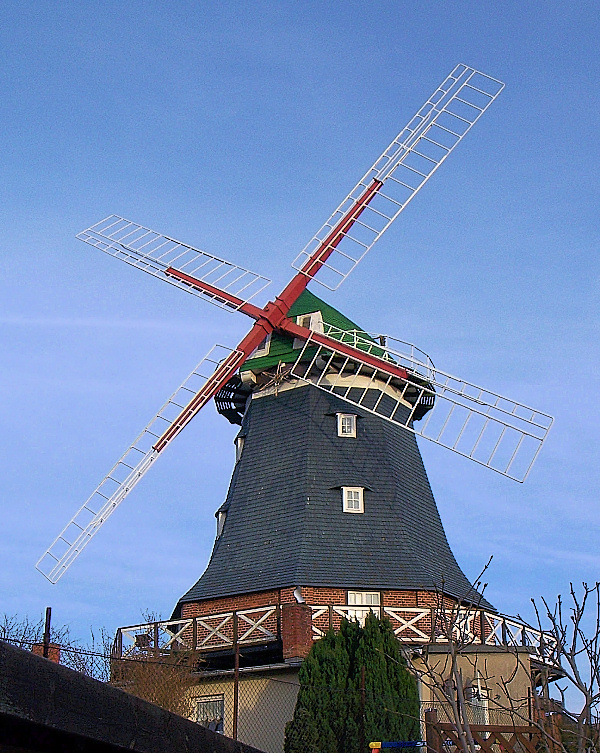
Väderkvarn i Kröpelin

Kröpelin  är en stad i det nordtyska förbundslandet Mecklenburg-Vorpommern.

## Geografi
Kröpelin är belägen mellan städerna Rostock och Wismar i distriktet Rostock. Östersjökusten ligger 12 kilometer norr om staden.
Kröpelin har sjutton ortsdelar:
|                                                                                                  |                                                                              | |
| - Altenhagen (sedan juni 2004) - Boldenshagen - Brusow - Detershagen - Diedrichshagen - Einhusen | - Groß Siemen - Hanshagen - Horst - Hundehagen - Jennewitz (sedan juni 2004) | - Klein Nienhagen - Klein Siemen - Kröpelin - Parchow Ausbau - Schmadebeck (sedan juni 2004) - Wichmannsdorf |

## Historia
Under 1100-talet grundades en tysk ort med namnet Crapelin, som omnämns första gången 1177. Under denna tid tillhörde orten klostret Doberan. 
Under 1200-talet kom Kröpelin till herrskapet Rostock (1229) och fick sina stadsrättigheter av Henrik Burwin III troligtvis före 1250 (första omnämnandet av staden Kröpelin).
Sedan 1348 tillhörde staden hertigdömet Mecklenburg.

### 1800-talet och 1900-talet
Under 1800-talet präglades näringslivet bland annat av skomakerier och tre kvarnar (1871). 1883 anslöts staden till den nya järnvägen mellan Rostock och Wismar och 1912 fick Kröpelin elektricitet.

### Östtyska tiden och tyska återföreningen
Under DDR-tiden låg Kröpelin i distriktet Bad Doberan, som tillhörde länet Rostock (1952 och 1990).

### Befolkningsutveckling
Befolkningsutveckling  i Kröpelin
Källa:,

## Vänorter
Kröpelin har följande vänorter:
- Hude i Tyskland
- Schwarmstedt, i Tyskland
- Arnage, i Frankrike
- Włoszakowice, i Polen

## Sevärdheter
- Kyrkan från 1200- och 1300-talet
- Väderkvarn från 1904

## Kommunikationer
Kröpelin ligger vid järnvägen Rostock-Wismar, som trafikeras med regionaltåg.

### Vägar
Genom staden går förbundsvägen  (tyska:Bundesstraße) B 105 (Lübeck-Greifswald). Motorvägen (tyska:Autobahn) A20 går 15 kilometer söder om Kröpelin.